# 17130 Alexzhang
A 17130 Alexzhang (ideiglenes jelöléssel (17130) 1999 JV79) a Naprendszer kisbolygóövében található aszteroida. A LINEAR projekt keretében fedezték fel 1999. május 13-án.